# Präfektur Karafuto

Präfektursymbol

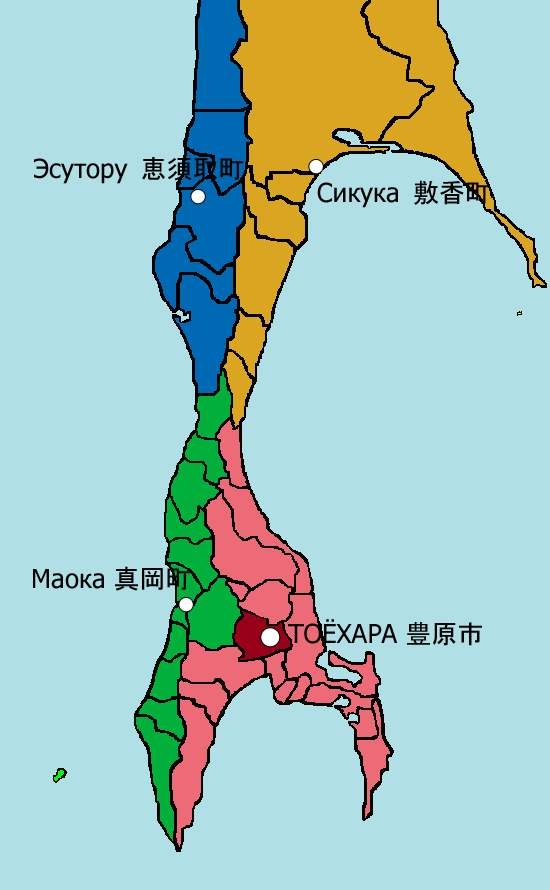
Unterpräfekturen (shichō) der Präfektur Karafuto ab 1942:
Esutoru (blaue Fläche)
Shikuka (braune Fläche)
Maoka (grüne Fläche)
Toyohara (rote Flächen)

Die Präfektur Karafuto (japanisch 樺太庁, Karafuto-chō) war ein in der Zeit von 1905 bis 1945 zum Japanischen Kaiserreich gehöriges Gebiet, das den Südteil der Insel Sachalin südlich 50° Nördlicher Breite und zwischen 1920 und 1925 auch die gesamte Insel umfasste.

## Geschichte
Die erste gesicherte Anwesenheit von Japanern auf der Insel Karafuto (Sachalin) wird auf die Edo-Zeit datiert. Karafuto, damals Kita-Ezo (Nord-Ezo) genannt, wird im 17. Jahrhundert zum Besitz des auf Hokkaido (Ezo) herrschenden Matsumae-Klans gezählt. Eine permanente Landnahme unterblieb allerdings. Erst 1809, nachdem klar wurde, dass es sich bei Sachalin um eine Insel handelte, beanspruchte Japan ganz Sachalin für sich.
In den 1850ern begann das Russische Zarenreich damit Siedlungen auf der Insel zu errichten und die lokale Kohlevorkommen auszubeuten. Im Vertrag von Shimoda zwischen Russland und Japan wurde die Insel zum gemeinsamen Territorium erklärt. 1875 schlossen Japan und Russland den Sankt Petersburger Vertrag. Der Vertrag beinhaltete, dass die gesamte Insel Sachalin zu Russland gehören sollte und dafür die gesamte Inselgruppe der Kurilen zu Japan.
Nach dem Russisch-Japanischen Krieg wurde der Südteil Sachalins durch den Vertrag von Portsmouth 1905 eine japanische Besitzung und zunächst als japanisches Außengebiet verwaltet. 1943 wurde es als Präfektur Karafuto administrativ unmittelbarer Bestandteil Japans.
Hauptstadt war zunächst Ōdomari (heute Korsakow), ab 1907 Toyohara (heute Juschno-Sachalinsk).
Nach der Niederlage Japans im Sowjetisch-Japanischen Krieg am 2. September 1945 endete die Zeit der japanischen Verwaltung Karafutos. 1951 gab Japan mit dem Friedensvertrag von San Francisco seine Ansprüche auf Karafuto auf. Seit dieser Zeit ist der Südteil Sachalins Teil von Russland (bzw. der Sowjetunion). Ungeachtet des Vertrages war es Teil Japans und einige japanische Parteien beanspruchen es immer noch offiziell als integraler Bestandteil Japans mit der Folge politischer Spannungen mit Russland. Auf manchen japanischen Karten ist Sachalin als Niemandsland dargestellt.

## Bevölkerung

### Bevölkerungsentwicklung
| Jahr | Einwohner |
| ---- | --------- |
| 1906 | 12.361    |
| 1921 | >100.000  |
| 1926 | >200.000  |
| 1934 | >300.000  |
| 1941 | 406.557   |